# Museo Postal de Estambul
El Museo Postal de Estambul (en turco PTT İstanbul Müzesi) es un museo postal dedicado a la historia del correo y los servicios de telecomunicaciones durante el imperio otomano y la república de Turquía. En este se exhiben los equipos e instrumentos utilizados durante diferentes épocas así como colecciones filatélicas. Fue fundado en el año 2000 por el servicio postal turco y se encuentra situado en el Gran Palacio Postal de Estambul, edificio de Sirkeci en el distrito de Fatih, en la ciudad de Estambul, Turquía.

## Edificio
El museo se encuentra situado en un edificio histórico diseñado por el arquitecto Vedat Tek (1873-1942), quien se encontraba dentro de la corriente modernista que predominó en los inicios del siglo XX en Turquía. El edificio fue construido entre 1905 a 1909 durante la última etapa del periodo del Imperio Otomano como parte del edificio del servicio postal y de telégrafo (en turco Posta ve Telgraf Nezareti). Posteriormente el edificio fue convertido en una oficina postal.

## Correo
El museo tiene una sala dedicada al correo en donde exhibe uniformes utilizados por los diferentes empleados del servicio postal así como militares encargados del mismo durante las diferentes etapas de la historia de Turquía hasta el comienzo del siglo XX y la república hasta el presente los cuales se encuentran expuestos sobre maniquís. En esta sala también se exhiben algunos sellos, cartas, buzones, mapas de localización, así como máquinas utilizadas en diferentes etapas históricas.

## Localización y acceso
Este museo se encuentra situado en el edificio postal de Estambul en el barrio de Sirkeci en el distrito de Fatih. Se encuentra abierto de 08:30 a 17:30 solo en días laborables. La admisión es gratuita. Existen guías para poder recorrer el museo en visita guiada.